# 大都市的爱情法
是2024年上映的韩国爱情片，改编自韩国作家朴相映的同名畅销小说，由电影《迷失：消失的女人》《侦探2》的导演李彦禧执导，金高銀、魯常泫主演。
该片入选第49届多伦多国际电影节“特别展映”单元并于2024年9月13日举行世界首映，同年10月1日在韩国正式上映。

## 剧情概要
影片讲述不看他人眼色、拥有自由灵魂的女人和精通于隐藏自己天生秘密的男人同居同乐并展开只属于他们的爱情法。

## 演员阵容

### 主要人物
- 金高銀 饰演 在熙，果敢的性格一下子就能横扫所有人的注意力，无论对人生还是爱情都无所顾忌、直言不讳。[7]
- 魯常泫 饰演 兴秀，对学业和女人都不感兴趣，被在熙发现了自己完全不想被人发现的秘密后，和她开始同居同乐。[7]

### 其他人物
- 張慧珍 饰演 兴秀的母亲[8]
- 鄭煇 饰演 秀浩，兴秀的男友。[9]
- 吴东旻 饰演 智硕，在熙的男友。[10]
- 李相二 饰演 民俊，在熙的同事，性格磊落、直率。[11]
- 郭東延 饰演 俊秀，在熙的男友之一，是一个妈宝男。[11]
- 朱钟赫 饰演 在熙的前男友，一名风格独特纹身师。[11]
- 李有鎮 饰演 善宇，在熙的前男友，虽然告诉在熙爱情的意义，但同时也伤害了在熙的人。[11]
- 金彩恩 饰演 雅英，在熙的大学朋友。[12]

## 制作

### 发展
2022年6月，Showbox在媒体活动上公布该片的制作计划，将改编自朴相映作家同名小说中的短篇小说《在熙》，导演由李彦禧担任。2023年7月，正式宣布金高銀与盧相鉉主演该片。

### 拍摄
主体拍摄于2023年7月8日开始进行，同年9月底杀青。

### 损益平衡点
据韩国媒体报道，该片损益平衡点约为140万观影人次。

## 发行
该片于2024年9月13日在第49届多伦多国际电影节世界首映，原定同年10月2日在韩国正式上映，9月3日宣布提档至10月1日韓國國軍日上映；同年12月2日上线韩国IPTV和VOD点播平台。
影片海外发行权售至美国、墨西哥、日本、台湾、香港、新加坡等45个国家与地区，同时入选多个海外电影节，包括被选为第19届伦敦韩国电影节的闭幕影片、入选第44届夏威夷国际电影节“聚焦韩国”单元、第21届香港亚洲电影节“城市旅人”单元、悉尼“西南偏南”多元创新大会和艺术节（SXSW Sydney Screen Festival）竞赛单元和第13届法兰克福韩国电影节。

## 同名作品
改编自同一小说的剧集《大都市的爱情法》由韩国OTT平台TVING于2024年10月21日播出，由南潤壽主演。

## 奖项荣誉
| 年份 | 颁奖礼                     | 奖项               | 入围者             | 结果 | 参考   |
| ---- | -------------------------- | ------------------ | ------------------ | ---- | ------ |
| 2024 | 第45屆青龍電影獎           | 最佳新人男演員     | 魯常泫             | 獲獎 |        |
| 2024 | 第45屆青龍電影獎           | 最佳音樂           | Primary            | 獲獎 |        |
| 2024 | 第11届韩国电影制作人协会奖 | 最佳新人演员       | 魯常泫             | 獲獎 |        |
| 2024 | 年度女性电影人奖           | 最佳导演           | 李彦禧             | 獲獎 | [ 23 ] |
| 2024 | 年度女性电影人奖           | 最佳表演           | 金高銀             | 獲獎 | [ 23 ] |
| 2025 | 第61屆百想藝術大獎         | 最佳影片           | 《大都市的爱情法》 | 提名 | [ 24 ] |
| 2025 | 第61屆百想藝術大獎         | 最佳导演           | 李彦禧             | 提名 | [ 24 ] |
| 2025 | 第61屆百想藝術大獎         | 最佳女主角         | 金高銀             | 提名 | [ 24 ] |
| 2025 | 第61屆百想藝術大獎         | 最佳新人男演员     | 魯常泫             | 提名 | [ 24 ] |
| 2025 | 第61屆百想藝術大獎         | GUCCI IMPACT AWARD | 《大都市的爱情法》 | 提名 | [ 24 ] |
| 2025 | 第23届导演选择奖           | 年度女演员         | 金高银             | 提名 | [ 25 ] |
| 2025 | 第23届导演选择奖           | 年度新晋男演员     | 魯常泫             | 提名 | [ 25 ] |
| 2025 | 第34屆釜日電影獎           | 最佳导演           | 李彦禧             | 待定 |        |
| 2025 | 第34屆釜日電影獎           | 最佳女主角         | 金高銀             | 待定 |        |
| 2025 | 第34屆釜日電影獎           | 最佳新人男演员     | 魯常泫             | 待定 |        |
| 2025 | 第34屆釜日電影獎           | 最佳配乐           | Primary            | 待定 |        |